# خوان آنتونیو چسا
خوان آنتونیو چسا (انگلیسی: Juan Antonio Chesa؛ زادهٔ ۱ فوریهٔ ۱۹۷۰) بازیکن فوتبال اهل اسپانیا است.
از باشگاه‌هایی که در آن بازی کرده‌است می‌توان به باشگاه فوتبال رایو وایکانو، باشگاه فوتبال آلباسته بالومپیه، و باشگاه فوتبال ویارئال اشاره کرد.
وی همچنین در تیم ملی فوتبال زیر ۲۳ سال اسپانیا بازی کرده‌است.